# Aksolotl
Aksolotl (Ambystoma mexicanum) vrsta je danas ugroženog vodozemca u slatkim vodama Meksika i juž. dijela Sjeverne Amerike. 

### Drugi projekti
|  | Zajednički poslužitelj ima stranicu o temi Aksolotl    |
|  | Zajednički poslužitelj ima još gradiva o temi Aksolotl |
|  | Wikivrste imaju podatke o taksonu Aksolotlu            |